# Пістамазор
Пістамазо́р (тадж. Пистамазор) — село у складі Хатлонської області Таджикистану. Входить до складу Зірацького джамоату Кулобського району.
Назва означає святилище з фісташками. Колишня назва — Комуна.
Населення — 872 особи (2010; 822 в 2009).